# Гог и Магог
Гог и Магог (хебрејски: גּוֹג וּמָגוֹג‬ Гог у-Магог) у Библији могу бити израз за појединце, народ или земљу; пророковани непријатељски народ Божјег народа према књизи пророка Језекиља, а према Генези, један од народа који потиче од Јафета, сина Нојевог.
Пророчанство Гога треба да се испуни на приступу онога што се назива "крај дана", али не и нужно крај света. Јеврејска есхатологија је гледала на Гога и Магога као непријатеља које ће поразити Месија, што ће довести до доба Месије. Хришћанско тумачење је изразито апокалиптично: чиниће Гог и Магог савезнике Сотоне против Бога крајем миленијума, што се може прочитати у Књизи Откривења.
Легенда која се везује за Гога и Магога из римског периода, везaна је за Александрове капије која је подигао Александра Македонског на Кавказу како би заштитио тамошње народе од племена Гога и Магога. Романизовани јеврејски историчар Јосиф их је познавао као народ пореклом од Магога Јафета, као у Књизи, и објашњава их тако да су они Скити. У списима хришћанских писаца постали су апокалиптични хорда, а током читавог средњовековног периода различито су идентификовани као Хуни, Хазари, Монголи или други номади или чак Десет изгубљена племена Израела.
Легенда о Гогу и Магогу и капијама такође је била интерполирана у романе о Александру Великом. У једној верзији "Гот и Магот" су краљеви Нечистих народа, који су ишли за Александром преко планинског пролаза и блокирали му пут када је требало да се врати до свог новог зида. За Гог и Магог се у неким романима и изводима литературе каже да су склони људском канибализму. Они су такође приказани на средњовековним космолошким мапама, или mappa mundi, понекад уз зид Александра.

## Стари завет
Народи су, према библијском тумачењу, називани по својим прецима. Прво заједничко помињање ова два ентитета је у библијској Књизи пророка Језекиља. Из текста се може закључити да је Гог владар Магога и земаља Месеха и Тувала. Постоје и другачија тумачења. Гог је окупио велику војску и, заједно са бројним савезницима, кренуо да уништи Израиљ односно Свету земљу. Кренуће у пљачкашки поход на слабо утврђена насеља. У Светом писму пише и да је Гогова земља била северно од Израела али се то не поткрепљује подацима.
Бог је уништио Гогову војску. Та поражена војска је, заједно са Гогом, сахрањена у долини која ће бити названа Хармон-гог или Долина мноштва Гоговог. О Гогу и Магогу се говори и у Новом завету. У Откровењу Јовановом каже се да ће, после хиљаду година, сатана изаћи из своје ћелије. Преваром ће окупљати народе из свих делова света који су предвођени Гогом и Магогом. Они ће опколити територију светих људи али ће их Бог поразити.
Скоро се са сигурношћу може рећи да је пророчанство из Старог завета поновљено у Новом завету, само је изречено на другачији начин. У доба раног хришћанства, Гог и Магог се често помињу. То се зна захваљујући писмима и проповедима светих отаца, попут светог Јеронима, познатог по латинском преводу Библије, званом „Вулгата“. Противници хришћанства који су се временом мењали називани су Гогом и Магогом. Различита племена, у зависности од тренутка када су била озбиљна претња, називана су тако. Тиме је прављена паралела са библијским обрачуном добра и зла.
Скити су у једном историјском моменту именовани на исти начин од стране светих отаца. Јеврејски историчар Јосиф Флавије (први век нове ере) у свом делу „Јеврејске старине“ изједначава Ските са Магогом. У старом веку, то име је коришћено за многе народе који су живели северно од Црног мора. Марко Поло је Гога и Магога изједначавао са Монголима. Временом опада интересовање за ова два библијска појма, што је последица чињенице да је, све до 17. века, велики део Азије био непознат Европљанима. Веровали су да је земља Гога и Магога негде на североистоку. Што су више европски путници упознавали Азију, увиђали су да га нема. Самим тим није се више много причало о тој легенди.

## Легенда
Добро је познат мит по коме је, у време освајачких похода, војска Александра Македонског стигла на Кавказ и ту затекла трупе Гога и Магога како пљачкају суседна мирна племена. Преме овој легенди, земља Гога и Магога била је иза две планине. Александар је сковао капије од гвожђа и месинга да би спојио планине и спречио пролаз пљачкашима. Капије је ојачао металом званим асицетон, који не постоји у природи већ је део митолошке свести која му приписује натприродна својства. Асицетон је наводно био отпоран на ватру и челик. Челик се, према миту, ломио а ватра се тренутно гасила у додиру са тим „магичним“ металом. На крају је Александар изградио чврсте и дугачке зидине и тиме заштитио мирне народе на југу од Гога и Магога са севера Кавказа. Те зидине неки изједначавају са онима у најјужнијем граду Русије, Дербенту, у републици Дагестан. Оне се називају Каспијске капије Дербента и верује се да ће, када дође крај света, оне бити отворене а зидови срушени и да ће Гог и Магог кренути да униште свет.
Пратилац Александра Македонског у његовом азијском походу, у својству историчара, био је Калистен. Он је рано умро а после његове смрти настала су додатни списи. Аутор тих дела је прозван псеудо-Калистен. Он описује народе изван Александрових капија, односно племена Гога и Магога као изузетно прљаве. Наводи да су јели псе, мишеве и лешеве својих умрлих. Ово се може објаснити обичајем старог народа Бактријанаца, који је живео на подручју данашњег северног Авганистана, који су бацали старе људе псима и јели месо као део ритуала. Са том праксом се престало после Александрових освајања.
Куран такође прича о Гогу и Магогу. У центру пажње је извесни Дулкарнајн. Он је одбио да прими новчану надокнаду од племена којима је изградио велики заштитни зид. Највероватније је Дулкарнајн из Курана у ствари Александар Македонски, пошто су митови веома слични. Дулкарнајн, на арапском, значи: дворожни, онај са два рога. Александар је на новцу приказиван са роговима јер се сматрало да је син рожнатог божанства Амона.
Значајно дело које обрађује ову тему је и “Апокалипса псеудо-Методија” из 7. века. Погрешно је приписана светом оцу Методију са Олимпа, из 4. века. У њему се говори о последњем римском цару који ће уништити Гога и Магога уз божју помоћ. Тај последњи цар је есхатолошки лик и не треба га доводити у везу са историјски последњим владаром Западног римског царства Ромулом Аугустом.
Неколико векова после Александра Македонског, настају тезе о вези изгубљених десет јеврејских племена са овом тематиком. Та племена су изгнана у Медију, у данашњем Ирану, близу Каспијског мора. Док је Александар освајао Персију, могуће је да је ишао кроз пролаз зван Каспијска капија. Персијски владар Артаксеркс Охус населио је део припадника изгубљених племена на јужне обале Каспијског мора. Могуће ја да су управо та племена била с друге стране зидина и тако спасена од Гога и Магога. Извесни Јакоб Рајнегс открио је у 18. веку, на централном Кавказу, народ зван Тиулет који је живео међу планинама Геф и Гог. Могуће је да та имена потичу од легенди о Гогу и Магогу које су везане управо за то подручје.